# Вінницька філія УСП
Українська спілка психотерапевтів (УСП) — всеукраїнська громадська організація, основною метою якої є сприяння розвитку сучасної психотерапії в Україні.
Українська спілка психотерапевтів на сьогоднішній день є найавторитетніша організація в галузі психотерапії, що забезпечує високий стандарт психотерапевтичної освіти та організаційної діяльності.
Українська Спілка Психотерапевтів була заснована у 1996 році та зареєстрована Міністерством юстиції України, свідоцтво №730 від 11.04.1996 року. В 1996 році прийнятий Статут УСП, розроблений Етичний кодекс Української Спілки психотерапевтів. УСП з 1997 року є дійсним членом Європейської Асоціації Психотерапії (ЄАП).
Спілка налічує близько півтори тисячі активних членів (психологів, психотерапевтів, психіатрів) з 26 областей УКРАЇНИ. У спілці об'єдналися психотерапевти 10 напрямків психотерапії, активно функціонують 13 секцій.
УСП щорічно проводить близько 100 різноманітних заходів із підвищення професійної кваліфікації психотерапевтів: теоретичні та супервізійні семінари, конференції, проекти власного досвіду, пропедевтичні проекти та ін. Ведучими семінарів є провідні європейські та українські спеціалісти. Спілка часто виступає також (спів-) організатором міжнародних конгресів та конференцій.
Зусиллями фахівців видається загальноукраїнський журнал "Форум психіатрії та психотерапії". Проводиться щорічна підсумкова конференція, де збираються найкваліфікованіші професіонали в галузі психотерапії з усіх куточків України.
Півсотні психотерапевтів з України отримали Європейський Сертифікат Психотерапії. Понад дві сотні спеціалістів є учасниками Реєстру психотерапевтів УСП, що посвідчує виконання високих стандартів підготовки, узгоджених з Європейською Асоціацією Психотерапії.
У грудні 2004 року у місті Вінниця почав свою діяльність проект УСП «Вінницька школа психотерапії». Згідно Страсбурзької Декларації з Психотерапії від 21 жовтня 1990 р., положення УСП та Вінницької філії УСП однією із основних цілей їх діяльності є сприяння розвитку психотерапії та створення професійного психотерапевтичного середовища в Україні, зокрема у Вінницькій області.
Прагнучи до втілення концепції щодо практичної підготовки спеціалістів в галузі психотерапії та психології згідно Європейських стандартів, була започаткована Вінницька філія УСП та створений проект «Вінницька школа психотерапії».

## Мета проекту
Підвищення кваліфікації спеціалістів в галузі практичної психології та психотерапії, їх професійна взаємодія, розвиток психотерапевтичного мислення, обговорення сучасних досліджень, методів і психотерапевтичних технік, інтервізійні та супервізійні зустрічі і дискуссії. Підготовка спеціалістів включає власний досвід, теоретичні знання, практичні навички, необхідні для кваліфікованої психотерапії та консультування, відповідно до світових вимог та законодавства України.